# Harpactira lyrata
Harpactira lyrata é uma espécie de aranha pertencente à família Theraphosidae (tarântulas).